# Pusztaradvány
Pusztaradvány ist eine ungarische Gemeinde im Kreis Encs im Komitat Borsod-Abaúj-Zemplén.

## Geografische Lage
Pusztaradvány liegt in Nordungarn, 48 Kilometer nordöstlich des Komitatssitzes Miskolc, 15 Kilometer nördlich der Kreisstadt Encs und zwei Kilometer südlich der Grenze zur Slowakei. Nachbargemeinden sind Szemere, zweieinhalb Kilometer westlich und Hernádvécse vier Kilometer südöstlich gelegen.

## Geschichte
Im Jahr 1913 gab es in der damaligen Kleingemeinde 38 Häuser und 256 Einwohner auf einer Fläche von 1239 Katastraljochen. Sie gehörte zu dieser Zeit zum Bezirk Cserehát im Komitat Abaúj-Torna.

## Sehenswürdigkeiten
- Römisch-katholische Kirche Szent Anna
- Schloss Pallavicini (Pallavicini kastély)

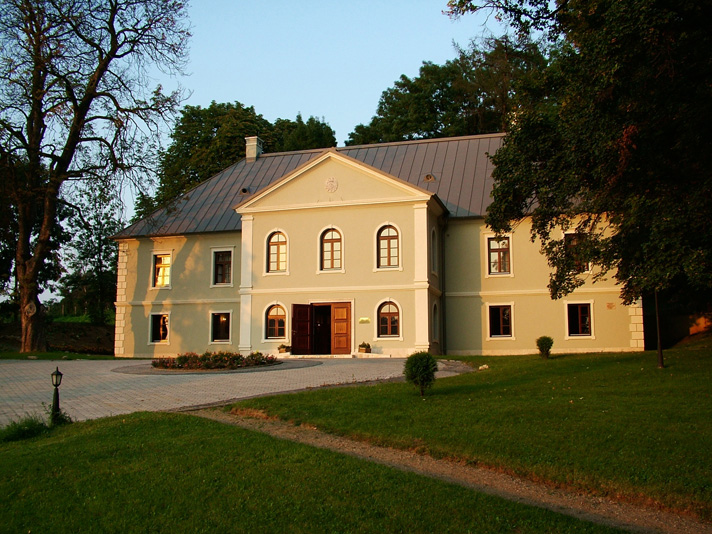
Schloss Pallavicini

## Verkehr
Durch Pusztaradvány verläuft die Landstraße Nr. 2627. Es bestehen Busverbindungen über Hernádvécse, Garadna und Novajidrány nach Encs. Der nächstgelegene Bahnhof befindet sich in Novajidrány.